# ボッティッダ
ボッティッダ（イタリア語: Bottidda）は、イタリア共和国サルデーニャ自治州サッサリ県にある、人口約700人の基礎自治体（コムーネ）。

## 地理

### 位置・広がり

#### 隣接コムーネ
隣接するコムーネは以下の通り。括弧内のNUはヌーオロ県所属を示す。
- ボーノ
- ボノルヴァ
- ブルゴス
- エスポルラートゥ
- イッロラーイ
- オロテッリ (NU)